# 瓊斯伯勒 (喬治亞州)
瓊斯伯勒（英語：Jonesboro）是一個位於美國喬治亞州克萊頓縣的城市。根據2010年美國人口普查，該地人口為1107人，而該地的面積約為6.80平方千米。同時該地也是克萊頓縣的縣治。

## 地理
瓊斯伯勒的座標為33°31′28″N 84°21′15″W / 33.52444°N 84.35417°W，而該地的平均海拔高度為280米（即919英尺）。